# Een bruidegom voor Marcella
Een bruidegom voor Marcella is een hoorspel van Ivan Klima. Ein Bräutigam für Marcella werd op 19 november 1969 door de Westdeutscher Rundfunk uitgezonden. De NCRV zond het op vrijdag 22 januari 1971. De regisseur was Johan Wolder. Het hoorspel duurde 47 minuten.

## Rolbezetting
- Eric Schuttelaar (een ambtenaar)
- Hein Boele (Kliment)
- Tonny Foletta (Veselý)
- Huib Orizand (Mádr)
- Corry van der Linden (Marcella Loekasjowa)

## Inhoud
De heer Kliment zit in een wachtkamer van acht tot vier te wachten op een oproep. Als hij eindelijk wordt binnengelaten, gebeuren er merkwaardige dingen. Een ambtenaar vraagt hem naar zijn opvattingen over het huwelijk. Langzaam dringt het tot de heer Kliment door dat men hem heeft laten komen om te trouwen. De bruid is juffrouw Marcella Loekasjowa. Hij werpt tegen dat hij met een ander verloofd is en dat hij niet van juffrouw Loekasjowa houdt. De ambtenaar negeert zijn opmerkingen en brengt hem terloops nog even op de hoogte van het feit dat Marcella Loekasjowa binnenkort een gelukkige moeder hoopt te worden. Kliment probeert op alle mogelijke manieren aan dit gedwongen huwelijk te ontkomen. Tot de ambtenaar een pistool pakt, het laadt en de trekker…